# Ocupação da Grécia pelas potências do Eixo

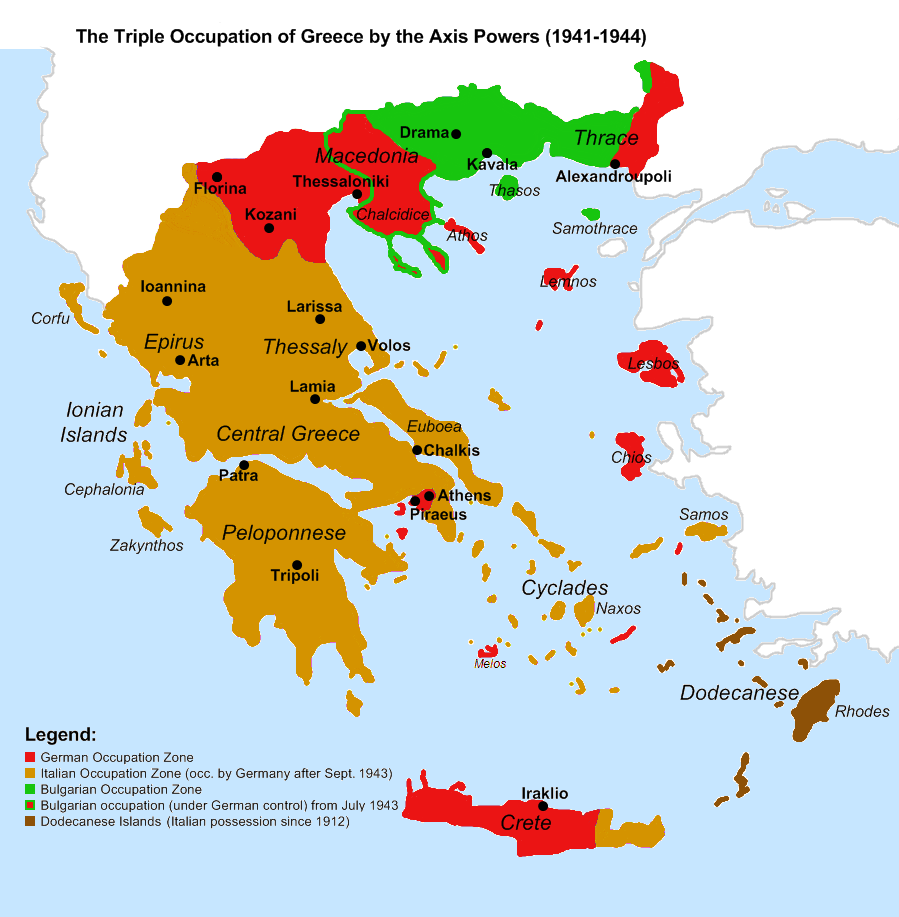
As três zonas de ocupação: o azul indica que a parte italiana, o vermelho a alemã e o verde o território anexado pela Bulgária. A zona italiana foi tomada pelos alemães em setembro de 1943.

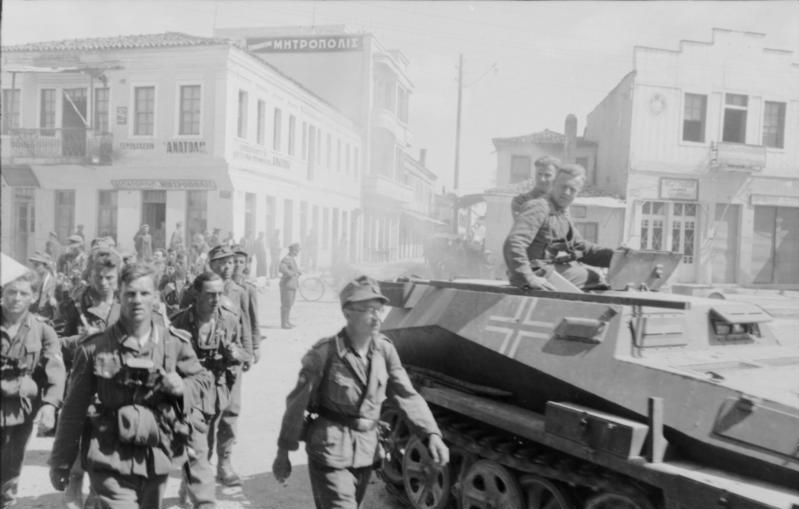
Tropas alemães em Atenas.

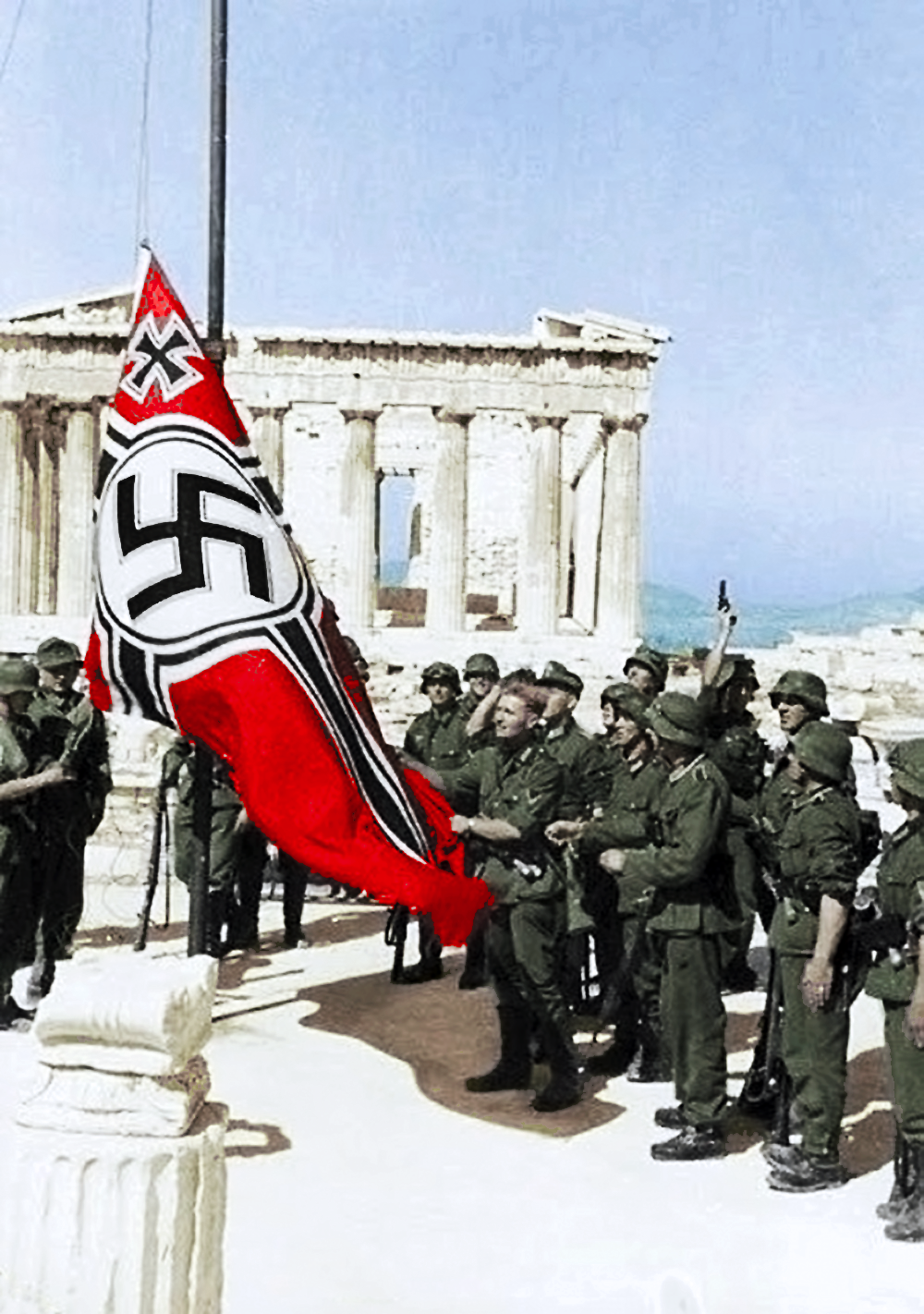
Soldados alemães elevando a Reichskriegsflagge na Acrópole de Atenas.

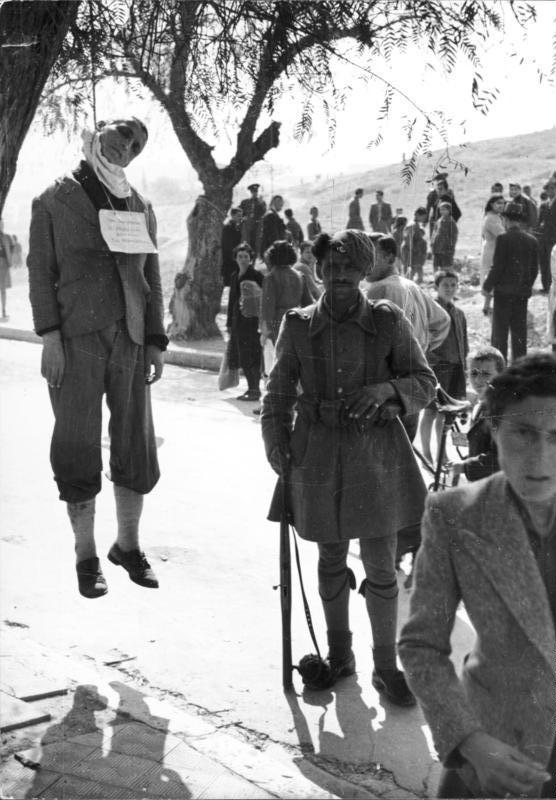
Um membro da resistência contra a ocupação sendo enforcado por colaboradores gregos nazistas.

A ocupação da Grécia pelo Eixo durante a Segunda Guerra Mundial (em grego:  Η Κατοχή, I Katochi, que significa "A Ocupação") começou em Abril de 1941 depois da invasão alemã e italiana da Grécia. A ocupação durou até a retirada alemã da parte continental em outubro de 1944. Em alguns casos, no entanto, como em Creta e outras ilhas, guarnições alemãs permaneceram no controle até maio e junho de 1945.
A Itália fascista tinha inicialmente invadido a Grécia em Outubro de 1940, mas foi derrotada, e o exército grego empurrou os invasores de volta para vizinha Albânia. Isto forçou a Alemanha a mudar seu foco militar desde a preparação da "Operação Barbarossa" para uma intervenção em nome de seu aliado no Sul da Europa. Uma campanha rápida da Blitzkrieg alemã seguiu-se em abril de 1941, e em meados de maio, a Grécia foi ocupada pelos nazistas que passaram a administrar as regiões mais importantes, incluindo Atenas e Salônica. Outras regiões do país foram dadas aos parceiros menores da Alemanha, a Itália fascista e a Bulgária. Um governo colaboracionista grego foi criado imediatamente após o país cair. O governo oficial reconhecido pelos Aliados se exilou, juntamente com o rei, em território britânico.
A ocupação trouxe dificuldades terríveis para a população civil grega. Mais de 300 mil civis morreram em Atenas apenas de fome, dezenas de milhares mais através de represálias pelos nazistas e colaboradores, e a economia do país ficou em ruínas. Ao mesmo tempo a resistência grega, um dos movimentos de resistência mais eficazes na Europa ocupada, foi formado. Estes grupos de resistência lançaram ataques de guerrilha contra as forças de ocupação, lutaram contra os Batalhões de Segurança colaboracionistas e criaram redes de espionagem de grande porte, mas no final de 1943 começaram a lutar entre si. Quando a liberação veio em outubro de 1944, a Grécia estava em um estado de extrema polarização política, o que levou à eclosão da guerra civil. A guerra civil subsequente deu a oportunidade de muitos proeminentes colaboradores nazistas não só de escapar de punição (por causa de seu anticomunismo), como de se tornarem a classe dominante da Grécia no pós-guerra, após a derrota comunista.